# Agate Fossil Beds National Monument
Het Agate Fossil Beds National Monument is een Nationaal Monument nabij Harrison (Nebraska) in de Verenigde Staten. Het hoofdkenmerk van het Monument is een vallei van de Niobrara River en de fossielen die gevonden zijn op de Carnegie Hill en de University Hill.
Het gebied bestaat grotendeels uit grasvlakten. De flora omvat zandriet en een verscheidenheid aan grassoorten en wilde bloemen waaronder lupine, tradescantia, steenraket en zonnebloemen. De vlakte herbergt ook populaties gaffelbokken, kitvossen en prairiehonden.

## Geschiedenis
De site is het best bekend om haar grote aantallen goed bewaarde fossielen uit het Mioceen. Veel fossielen werden gevonden op de graafplaatsen op Carnegie en University Hill. Onder de fossielen die dateren van zo'n 20 miljoen jaar geleden werden enkele van de best bewaarde exemplaren van zoogdieren uit het Mioceen aangetroffen, waaronder:
- Miohippus, een voorouder van het paard
- Menoceras, een neushoorn met de grootte van een pony
- Amphicyon, een beerhond,
- Dinohyus, de grootste vertegenwoordiger van de Entelodontidae
- Stenomylus, een kameelachtige,
- Palaeocastor, een landbever die grote spiraalvormige holen groef

Oorspronkelijk was de Agate Springs Ranch een veeranch in het bezit van Capt. James Cook. Het museum van het monument bevat ook meer dan 500 voorwerpen van de Cook Collection van prairie-indianen.
Het nationaal monument werd op 14 juni 1997 opgericht. Het Harold J. Cook Homestead (Bone Cabin Complex) werd op 24 augustus 1977 opgenomen in het National Register of Historic Places. Agate Fossil Beds wordt onderhouden door de National Park Service.

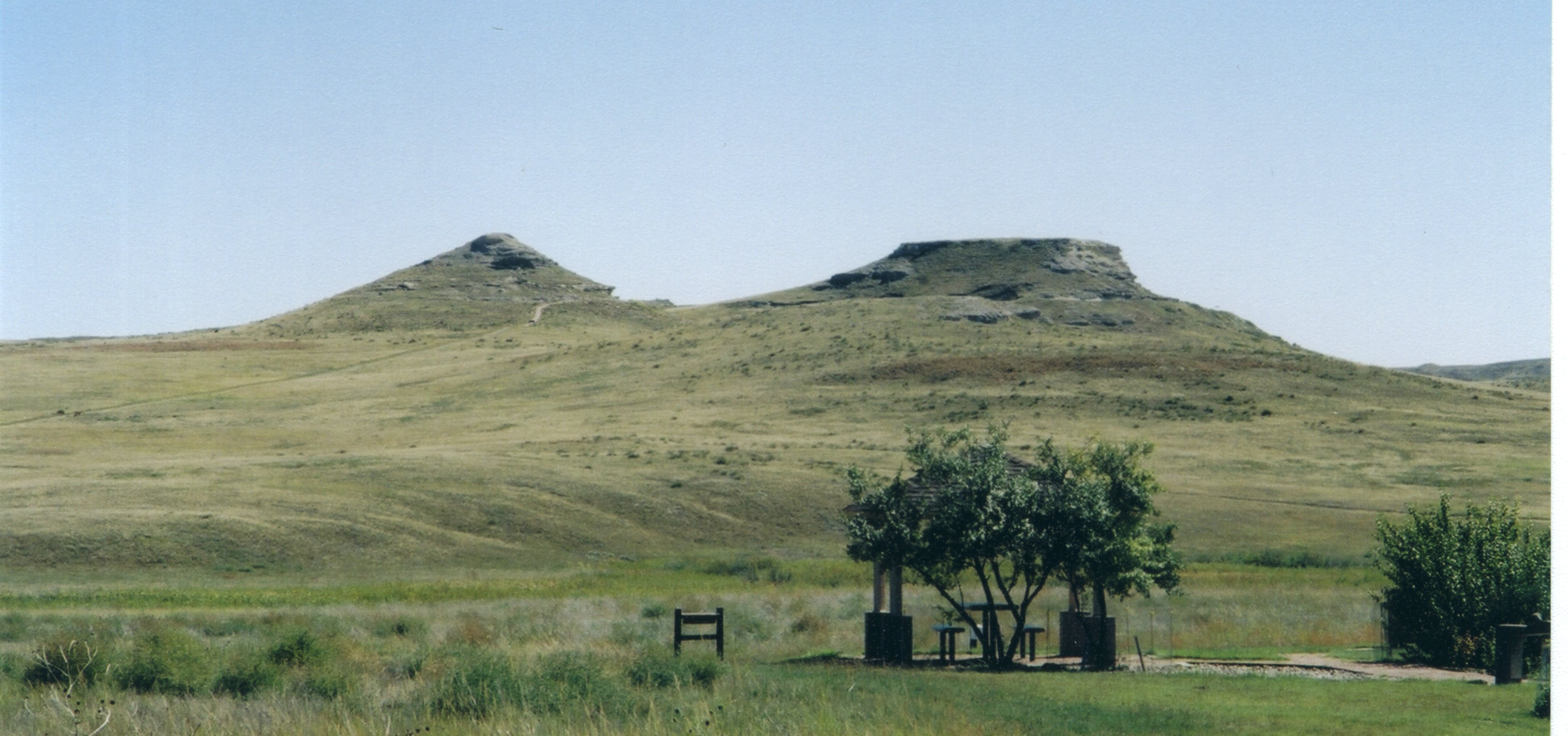
University Hill (links) en Carnegie Hill (rechts)
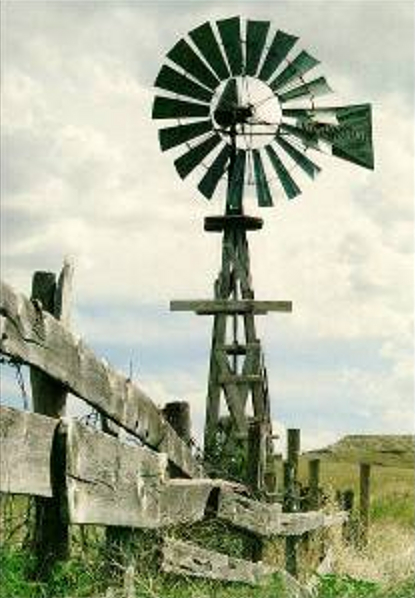
Een windmolen die eens in water voorzag voor de opgravingsteams die op de site groeven.